# Zimtalkohol
Zimtalkohol (3-Phenyl-2-propenol, FEMA 2294), auch als Styron bezeichnet, ist ein natürlich vorkommender Duftstoff, der in der Kosmetikindustrie benutzt wird. Zimtalkohol gehört zu den Aromaten und ist ein ungesättigter Alkohol mit einer trans-substituierten Kohlenstoff-Kohlenstoff-Doppelbindung in der Seitenkette. Der isomere cis- oder (Z)-Zimtalkohol hat nur eine geringe Bedeutung. Die Angaben in diesem Artikel beziehen sich nur auf den trans-Zimtalkohol.

## Vorkommen

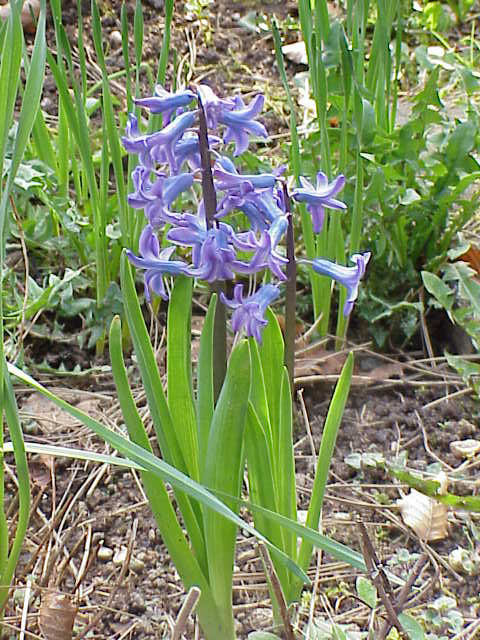
Hyazinthe

Zimtalkohol kommt in einer Vielzahl von Pflanzen vor. Er ist unter anderem enthalten in Zimt (Cinnamomum verum, Cinnamomum aromaticum), Styrax, Gartenhyazinthe (Hyacinthus orientalis), Feigen (Ficus carica), Narzissen (Narcissus tazetta), Himbeeren (Rubus idaeus), Perubalsam, Wassermelonen (Citrullus lanatus), Gewürzvanille (Vanilla planifolia), Myrtenheiden (Melaleuca bracteata), Meerträubel (Ephedra sinica) und Anis (Pimpinella anisum). Zimtalkohol ist ein flüchtiger Aromastoff in Honig.

## Gewinnung und Darstellung
Zimtalkohol kann direkt aus Zimt oder aus Zimtaldehyd durch die Meerwein-Ponndorf-Verley-Reduktion in 75%iger Ausbeute gewonnen werden.
Auch die Umsetzung von Phenylpropargylalkohol mit Hilfe von Lithiumaluminiumhydrid zu Zimtalkohol ist möglich.

## Eigenschaften

### Physikalische Eigenschaften
Zimtalkohol bildet süßlich-balsamatisch, nach Hyazinthen duftende Nadeln. Er ist schlecht löslich in Wasser, gut löslich in Diethylether und mischbar mit Ethanol.

### Chemische Eigenschaften
Zimtalkohol kann mit Braunstein bei Raumtemperatur in Ether zum Zimtaldehyd in 87%iger Ausbeute oxidiert werden.

## Verwendung
Zimtalkohol wird als Zusatzstoff (Duftstoff) in Kosmetika (z. B. Massage- und Baby-Öle, Toilettenpapier) verwendet, um einen Veilchen- oder Hyazinthen-Duft zu erhalten. Er wird ebenfalls zur Herstellung von abgeleiteten Verbindungen wie Hydrozimtalkohol (Phenylpropanol) verwendet.

## Sicherheitshinweise
Zimtalkohol ist ein natürlich vorkommendes Allergen.